# Dansk Fægte-Forbund
Dansk Fægte Forbund (DFF) er et specialforbund under Danmarks Idræts-Forbund (DIF).
Forbundet er stiftet 14. maj 1907 og blev optaget i DIF i 1907. Forbundet er desuden medlem af Fédération Internationale d'Escrime og Union Europeenne D´Escrime..
Medlemstallet i de 27 klubber under DFF blev i 2006 opgjort til 1.552 [Kilde: Danmarks Idræts-Forbund].

## Fægteklubber i Danmark
- Akademisk Fægteklub
- Frederiksberg Slots Fægteklub
- Fægteklubben En-Garde
- Fægteklubben Fléche
- Fægteklubben Mahaut
- Fægteklubben Pré
- Fægteklubben Trekanten
- Fægteklubben Vojens
- Gilleleje Fægteklub
- Hellerup Fægte-Klub
- Hillerød Fægte Klub
- Hørsholm Fægte Klub
- Jysk Akademisk Fægteklub
- Kalundborg Fægteklub
- Næstved Fægte Klub
- Odense Fægte Klub
- Roskilde Fægte Klub
- SAG-Fægtning
- Samsø Fægteklub
- Sankt Annæ Fægteklub
- Slagelse fægteklub
- TVF-Fægtning - Thisted
- Varde Fægte Klub
- Aalborg Fægteklub
- Aarhus Femkamp

## Danske guldmedaljevindere ved OL, VM og EM
- Ellen Osiier OL 1924 - fleuret

- Oda Mahaut EM 1926 - fleuret

- Ulla Barding-Poulsen, Aase Holgersen, Inger Klingt, Gerda Munck, Grete Olsen og Mitzi With EM 1932 - fleuret (hold)

- Karen Lachmann, Kate Mahaut, Grete Olsen og Ulla Barding-Poulsen VM 1947 - fleuret (hold)

- Solveig Jørgensen, Karen Lachmann, Kate Mahaut, Grete Olsen, Ulla Barding-Poulsen og Kirsten Suhr-Hansen VM 1948 - fleuret (hold)

- Mogens Lüchow VM 1950 - kårde

- Karen Lachmann VM 1954 - fleuret

I alt er det blevet til 21 medaljer, men ingen siden 1954.